# Gerolstein

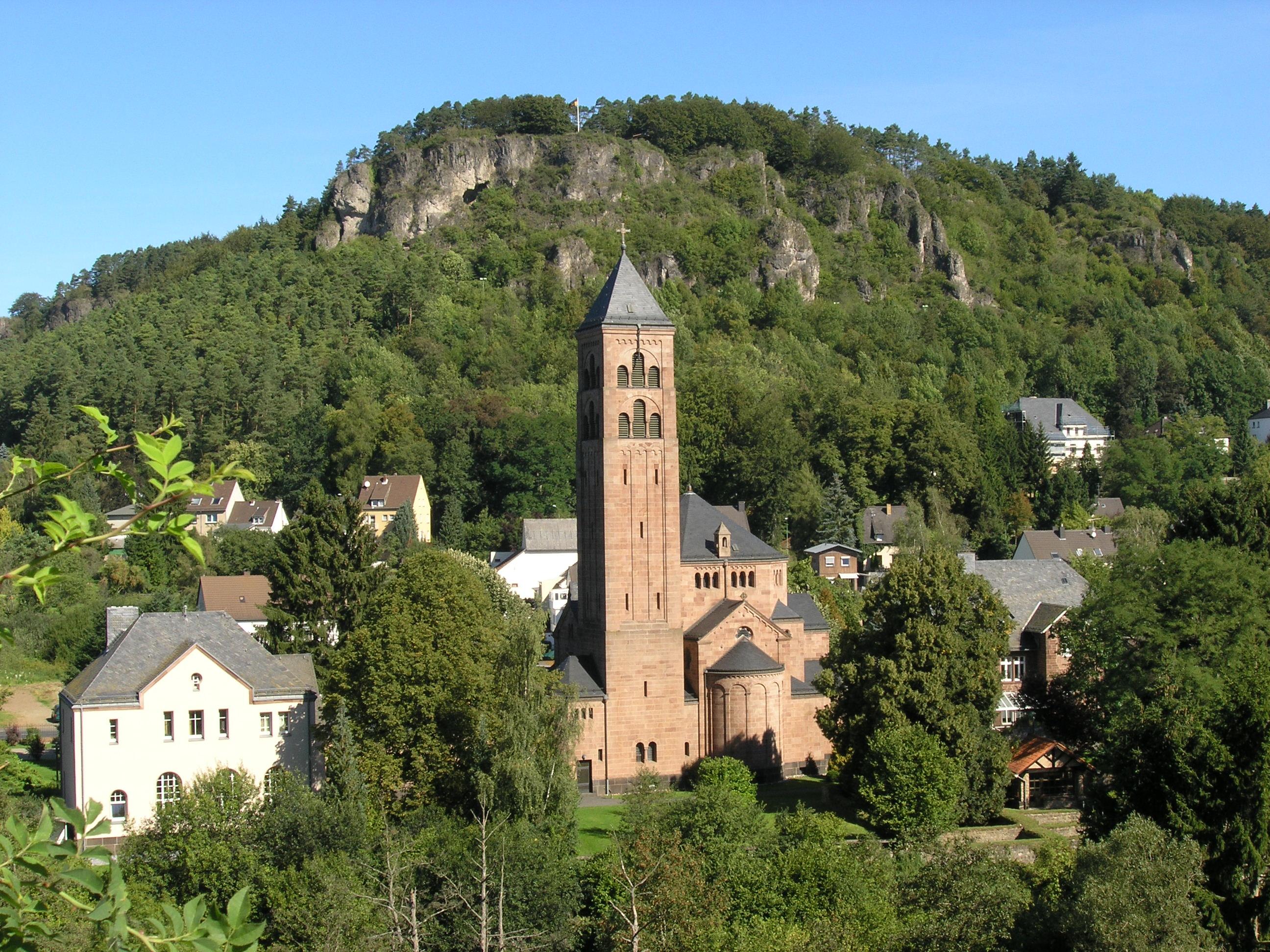
Gerolstein

Gerolstein is een kleine stad in de Eifel, in de Duitse deelstaat Rijnland-Palts. De stad telt 7.721 inwoners en is gelegen aan de Kyll. De gemeente heeft een samenwerking met het Nederlandse Gilze en Rijen en bestaat naast het stadje zelf uit nog een aantal dorpjes die rondom het stadscentrum liggen, met name: Bewingen, Büscheich-Niedereich, Gees, Hinterhausen, Lissingen, Michelbach, Müllenborn, Oos en Roth.
De voornaamste industrie van Gerolstein zijn de mineraalwaterbronnen, de Gerolsteiner Sprudel.
Gerolsteiner is een van de grotere Duitse mineraalwatermerken en was hoofdsponsor van de wielerploeg Team Gerolsteiner.
Naast de mineraalwaterbronnen heeft Gerolstein ook nog een kleine toeristenindustrie.
De historie van de stad is omschreven in het artikel Graafschap Blankenheim en Gerolstein. Enkele bezienswaardigheden zijn de Verlosserkerk (Erlöserkirche), de Leeuwenburcht en de burcht Lissingen

## Verkeer en vervoer
De Bundesstraße 410 loopt dwars door Gerolstein. Zo'n 15 km ten oosten van Gerolstein ligt de Bundesautobahn 1, die in de Eifel onderbroken is.
Station Gerolstein ligt aan de Eifelbahn van Keulen naar Trier. Deze niet-geëlektrificeerde spoorlijn kent een geregeld personenverkeer. Bij Gerolstein sluit de Eifelquerbahn naar Mayen en Andernach hierop aan. Op deze nevenlijn werd van 2001 tot en met 2012 een toeristische dienst uitgevoerd in weekeinden en op feestdagen. De Westeifelbahn van Gerolstein naar Sankt Vith is opgebroken.

## Geboren
- Rolf Huisgen (13 juni 1920 - 26 maart 2020), scheikundige
- Johannes Fröhlinger (9 juni 1985), wielrenner

## Trivia
- In de beroemde operette La Grande-Duchesse de Gérolstein van Jacques Offenbach wordt de stad als groothertogdom voorgesteld, maar in werkelijkheid is de stad dat nooit geweest.

## Externe verwijzing
- Website Verbandsgemeinde Gerolstein

Arbach ·
Basberg ·
Beinhausen ·
Bereborn ·
Berenbach ·
Berlingen ·
Berndorf ·
Betteldorf ·
Birgel ·
Birresborn ·
Bleckhausen ·
Bodenbach ·
Bongard ·
Borler ·
Boxberg ·
Brockscheid ·
Brücktal ·
Darscheid ·
Daun ·
Demerath ·
Densborn ·
Deudesfeld ·
Dockweiler ·
Dohm-Lammersdorf ·
Drees ·
Dreis-Brück ·
Duppach ·
Ellscheid ·
Esch ·
Feusdorf ·
Gefell ·
Gelenberg ·
Gerolstein ·
Gillenfeld ·
Gönnersdorf ·
Gunderath ·
Hallschlag ·
Hillesheim ·
Hinterweiler ·
Höchstberg ·
Hohenfels-Essingen ·
Horperath ·
Hörscheid ·
Hörschhausen ·
Immerath ·
Jünkerath ·
Kalenborn-Scheuern ·
Kaperich ·
Katzwinkel ·
Kelberg ·
Kerpen (Eifel) ·
Kerschenbach ·
Kirchweiler ·
Kirsbach ·
Kolverath ·
Kopp ·
Kötterichen ·
Kradenbach ·
Lirstal ·
Lissendorf ·
Mannebach ·
Mehren ·
Meisburg ·
Mosbruch ·
Mückeln ·
Mürlenbach ·
Neichen ·
Nerdlen ·
Neroth ·
Niederstadtfeld ·
Nitz ·
Nohn ·
Oberbettingen ·
Oberehe-Stroheich ·
Oberelz ·
Oberstadtfeld ·
Ormont ·
Pelm ·
Reimerath ·
Retterath ·
Reuth ·
Rockeskyll ·
Salm ·
Sarmersbach ·
Sassen ·
Saxler ·
Schalkenmehren ·
Scheid ·
Schönbach ·
Schüller ·
Schutz ·
Stadtkyll ·
Steffeln ·
Steineberg ·
Steiningen ·
Strohn ·
Strotzbüsch ·
Üdersdorf ·
Udler ·
Uersfeld ·
Ueß ·
Utzerath ·
Üxheim ·
Wallenborn ·
Walsdorf ·
Weidenbach ·
Welcherath ·
Wiesbaum ·
Winkel (Eifel)